# Nouvel ordre européen
Le Nouvel ordre européen (NOE) est une organisation néonazie paneuropéenne fondée en 1951, à l'issue de la conférence de Zurich le 30 septembre 1951 qui a rassemblé environ 150 délégués, pour la plupart issus du Mouvement social européen. Le NOE est issu d'une scission de tendance racialiste de membres du MSE, emmenée par René Binet et Gaston-Armand Amaudruz.

## Histoire
En mai 1951, le congrès de fondation du Mouvement social européen se réunit à Malmö, à l'initiative de Maurice Bardèche, Oswald Mosley, du Suédois Per Engdahl et de l'Allemand Karl-Heinz Priester. Son objectif est de réunir les droites radicales européennes sur un programme commun. Le programme, rédigé par Bardèche, se veut fédérateur: « principe de l'indépendance et l'unité de l'Europe », « constitution d'une armée européenne sous commandement européen », anticommunisme et opposition radicale aux États-Unis et au bloc soviétique. Mais une tendance menée par René Binet et Gaston-Armand Amaudruz, tient à mettre l'accent sur « la nécessité de défense de la race européenne ». Les partisans du programme de Bardèche l'emportent. Les partisans de Binet et Amaudruz font alors scission et convoquent un nouveau congrès en septembre 1951, à Zurich, qui donne naissance au Nouvel ordre européen, positionné sur une ligne ouvertement racialiste et antisémite.
Les principaux dirigeants du nouveau mouvement seront notamment Gaston-Armand Amaudruz, Erwin Vollenweider, René Binet, Fritz Rößler (alias Dr Franz Richter) et Winfried Schneider.
Pierre Clémenti a animé la section française du NOE. D'autres représentants appartiennent en parallèle à d'autres partis nationaux, tels que le Deutscher Blok, le Sozialistische Reichspartei, ou le Círculo Español de Amigos de Europa (CEDADE). Le mouvement est resté actif jusqu'au milieu des années 1980, en organisant notamment des congrès réunissant l'ensemble des délégués, comme à Paris en mai 1952, à Hanovre en janvier 1954, à Lausanne en décembre 1956, à Milan en avril 1965, ou à Barcelone en avril 1969.
Malgré une diminution importante de ses activités et la perte de la plupart de ses sections nationales à partir des années 1980, le NOE existe encore aujourd'hui. Son secrétaire général, Gaston-Armand Amaudruz, a été emprisonné pour avoir tenu des propos négationnistes,.
L'organe officiel du NOE est, depuis sa fondation, le Courrier du Continent, dirigé par Amaudruz jusqu'en 2012, date à laquelle il se retire avant de décéder en 2018,. La direction du mensuel est alors reprise par René-Louis Berclaz. Le périodique garde une influence idéologique auprès de quelques organisations et publications d'extrême droite en Suisse et en France.
Depuis le début des années 2010, le NOE a fait la place à une nouvelle structure, l'Action européenne (AE).